# Gilius Schelkens
Gilius Schelkens, död i pesten 1565 på Svartsjö slott vid Stockholm, var en guldvävare troligen av tysk härkomst eller från Antwerpen.
Schelkens var verksam som guldvävare vid Erik XIV:s hov på Svartsjö slott 1562–1565 där han tillhörde Påvel guldvävares arbetslag. Som inkallad utländsk expert på guldvävning erhöll han årligen 100 mark samt kost, kläder och logi vilket vid den tiden var ett högt arvode. Eftersom vävarna inte signerades är det omöjligt att peka ut enskilda objekt tillverkade av Schelkens även om arbeten från denna tid finns bevarade. Namnet Schelkens är troligen en förvrängning av släktnamnet Schellinch, en känd Antwerpensläkt 